# 当尾磨崖仏文化財環境保全地区

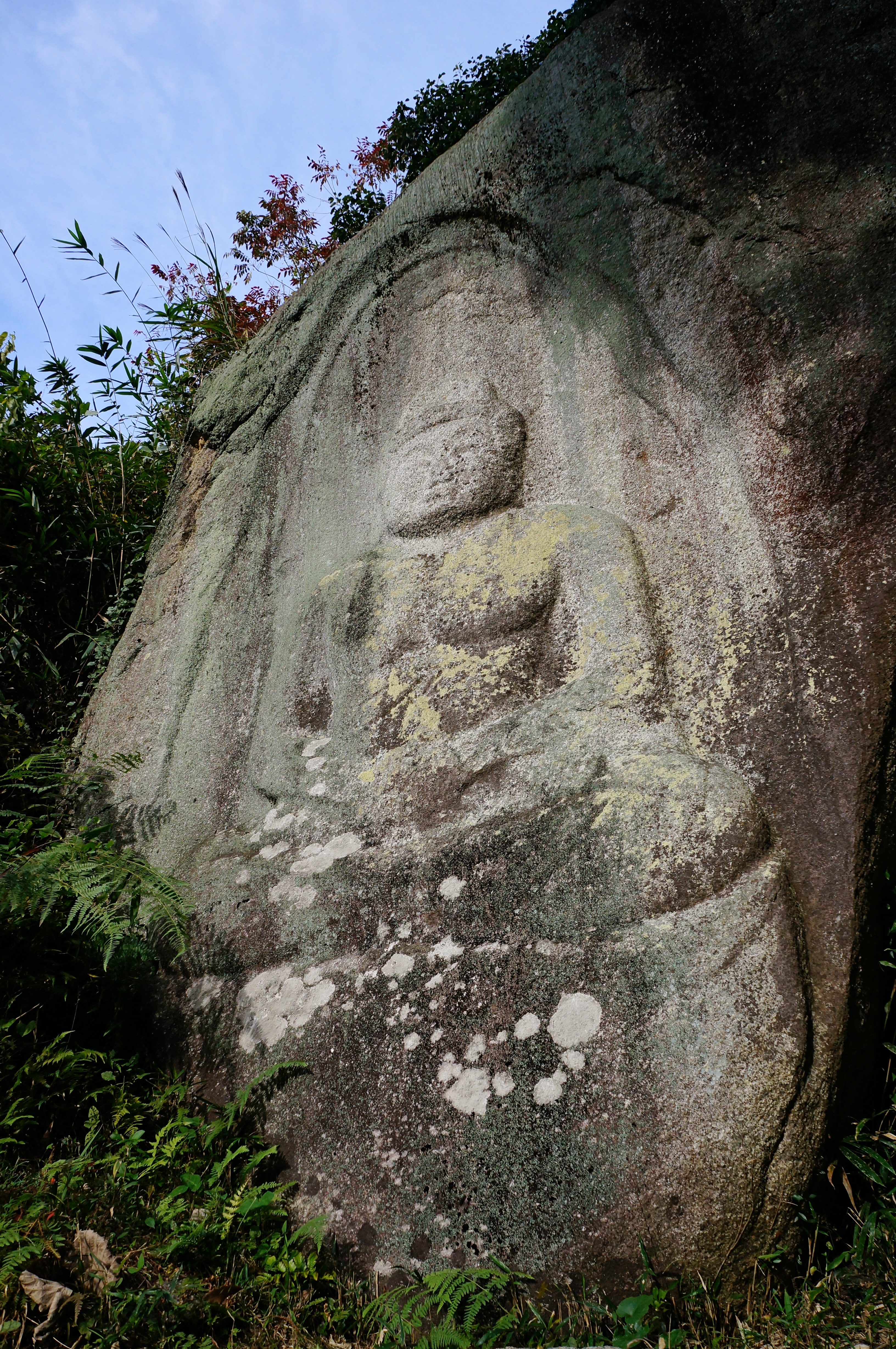
仏谷如来磨崖仏（大門の石仏）

当尾磨崖仏文化財環境保全地区（とうのまがいぶつぶんかざいかんきょうほぜんちく）は、京都府木津川市東南部、旧当尾村（とうのむら）地区にある京都府決定の文化財環境保全地区である。
浄瑠璃寺と岩船寺を結ぶ山道1.5キロメートルを中心として広範囲に平安時代から室町時代の石仏や石塔が点在する地区で、当地の石仏群は一般に当尾の石仏（とおののせきぶつ）と呼ばれる。

## 地区の概要
当尾（とおの）地区は、京都府の南端、奈良県と境を接する位置にあり、浄瑠璃寺、岩船寺（がんせんじ）などの古寺や鎌倉時代の石仏が点在する。当地区は奈良盆地の北縁の丘陵地帯で、行政的には京都府に属するが、文化的には古くから南都（奈良）、特に興福寺との関わりが強い。当尾の地名が記録にみえるのは室町時代以降で、それ以前は小田原と呼ばれた。丘陵の尾根の間に寺々の塔が見えたことから「塔ノ尾」と称されたのが当尾の語源ともいうが、はっきりしない。平安時代後期には、既存仏教寺院の俗化を嫌った僧らがこの地区に隠棲して庵を建立し、念仏や修行を行った。『拾遺往生伝』によれば、興福寺出身の僧・教懐（11世紀の人）は、この地に隠棲して念仏に励み、「小田原聖」「小田原迎接房」（ごうしょうぼう）と称された。教懐は晩年、高野山に上り、高野聖の祖とされている。『浄瑠璃寺流記事』（じょうるりじ るきのこと）によれば、小田原には長和2年（1013年）に随願寺（東小田原寺）、永承2年（1047年）に浄瑠璃寺（西小田原寺、九体寺）が建立された。九体阿弥陀堂と浄土式庭園で知られる浄瑠璃寺は現存するが、随願寺は廃寺になり、寺へ上る石段と礎石だけが残っている。東小田原・西小田原は、東小（ひがしお）・西小（にしお）と略称され、木津川市の地名として残っている。地区内には磨崖仏（自然の岩壁に直接彫った仏像）を含む石仏や石塔などの石造文化財が多数残る。石仏の多くは鎌倉・室町時代のもので（一部平安時代のものもある）、在銘の遺品も多い。

## 地区内にある主な石仏

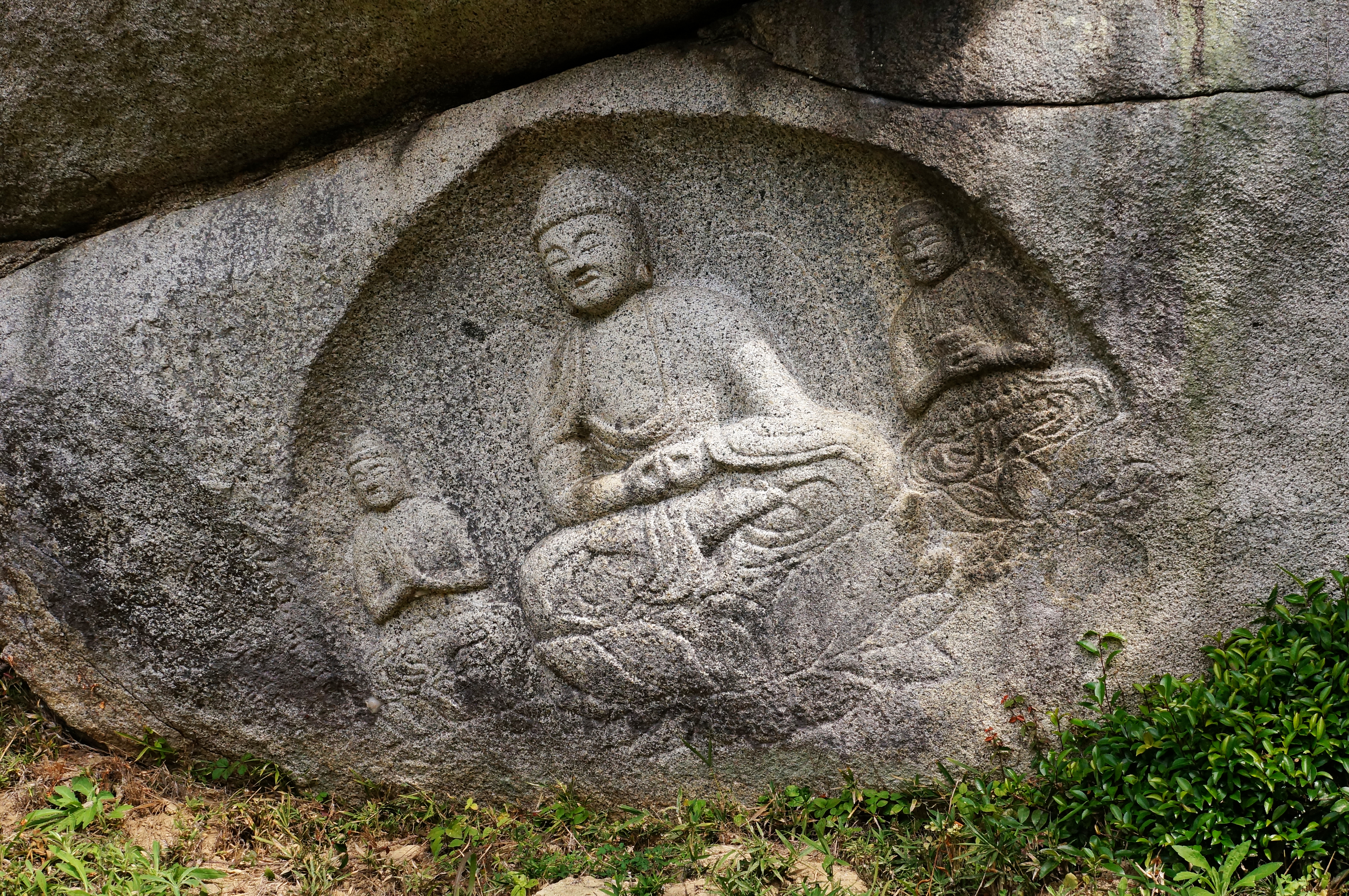
笑い仏（阿弥陀三尊像）

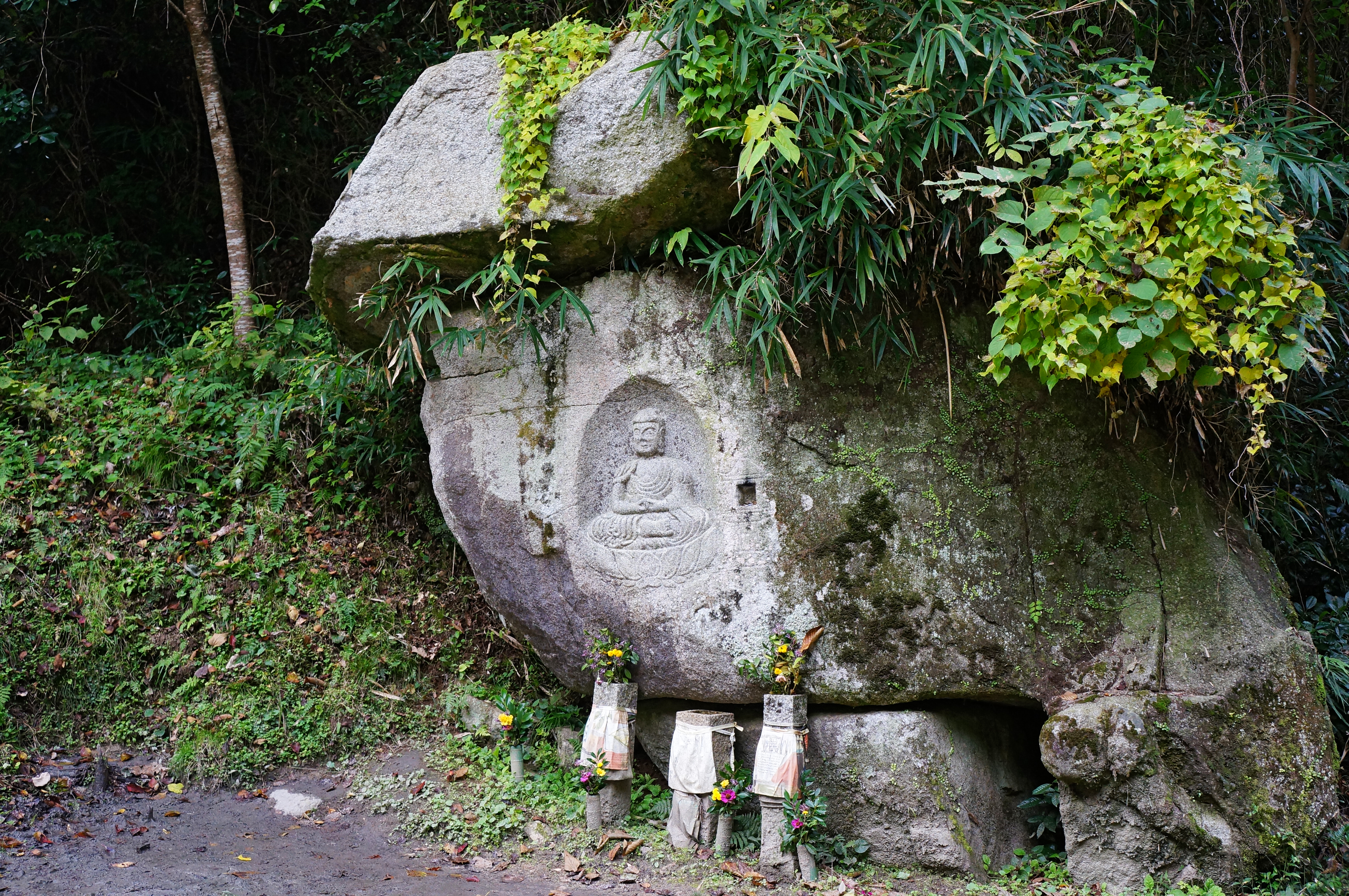
からすの壺二尊

- 浄瑠璃寺道丁石笠塔婆 - 応安6年（1373年）の銘。
- ツジンドの焼け仏 - 元亨3年（1323年）の銘。
- 西小地蔵石仏（たかの坊地蔵） - 鎌倉中期の作。
- 西小墓地石仏群 - 室町時代以降の作。
- 西小五輪塔 - 鎌倉時代の作。二基とも国の重要文化財
- 長尾阿弥陀磨崖仏 - 徳治2年（1307年）の銘。定印の阿弥陀坐像。
- 浄瑠璃寺道三体磨崖仏 - 室町時代の作。
- 奥ノ院瑠璃不動 - 永仁4年（1296年）の銘。
- 赤門跡水呑み地蔵 - 鎌倉中期の作。
- 藪の中の三仏磨崖像 - 弘長2年（1262年）、橘安縄の銘、当尾地区最古級の石仏。浄土院本尊であったと推定されている。
- 首切り地蔵（東小阿弥陀石龕仏） - 弘長2年（1262年）の銘、釈迦寺跡に建つ。当尾地区最古級の石仏。
- 東小墓地
  - 六字名号板碑 - 明応6年（1497年）の銘。当尾地区最大の板碑。
  - 地蔵石仏 - 元和6年（1620年）の銘。
  - 五輪塔 - 鎌倉時代の作。東小墓地の総供養塔。
- 大門石仏群 - 室町時代以降の作。
- 大門墓地六字名号板碑 - 天文21年（1552年）の銘。
- 仏谷如来磨崖仏（大門の石仏） - 丈六（268cm）の当尾地区最大の石仏。銘は無く、制作年代は不明であるが、天平時代や平安時代、鎌倉時代などと諸説乱れる。 印相は分明でなく、像名も釈迦、阿弥陀、弥勒、大日など諸説がある。
- 穴薬師 - 鎌倉時代の作。
- あたご燈籠 - 江戸時代の作。
- からすの壷二尊 - 阿弥陀如来坐像と地蔵菩薩立像。康永2年（1343年）の銘。
- 唐臼の壷- 康永2年（1343年）の銘。
- 一鍬地蔵磨崖仏- 鎌倉中期の作。
- 内ノ倉不動明王石仏- 建武元年(1334年) の銘。

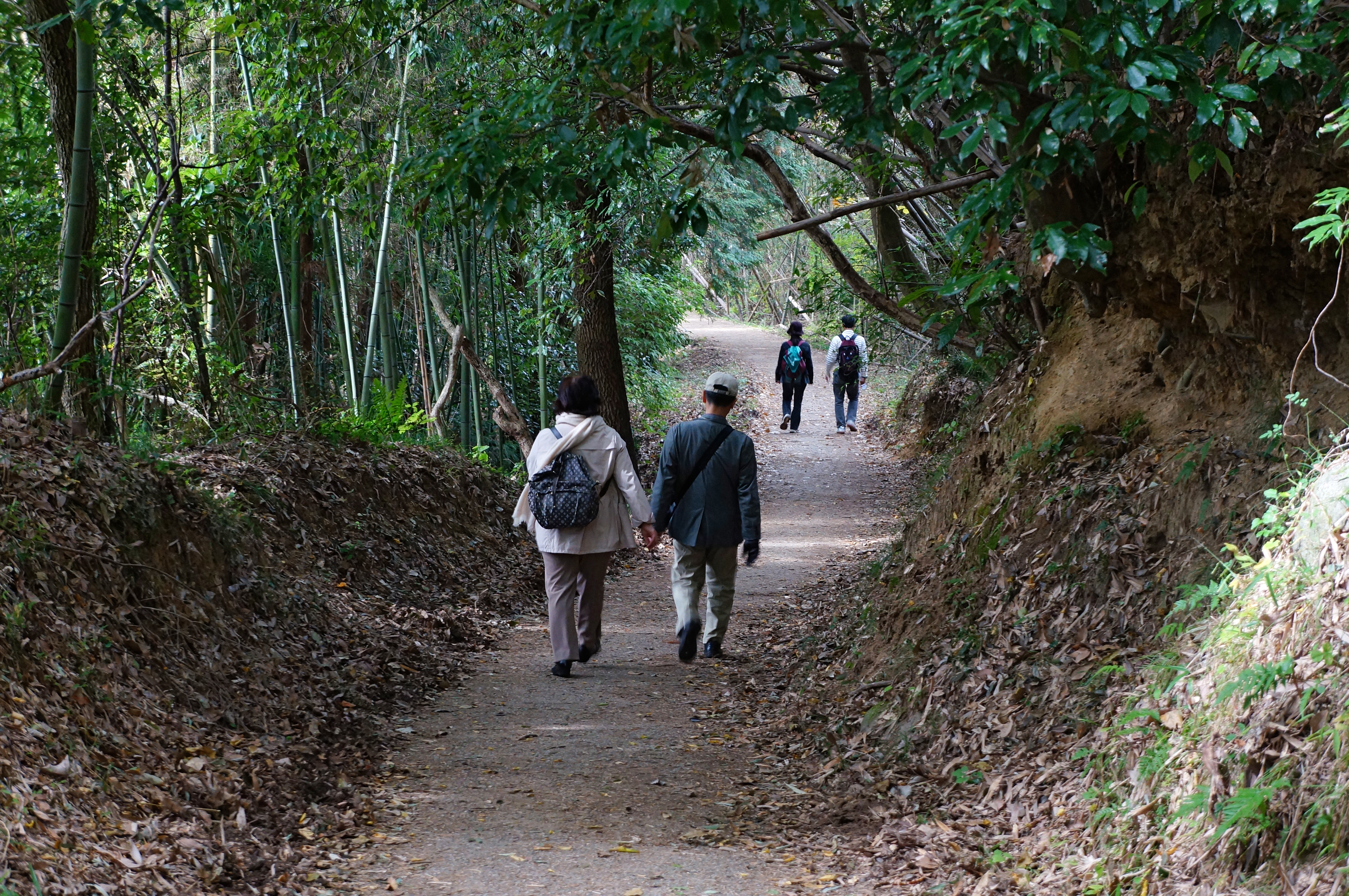
山道風景

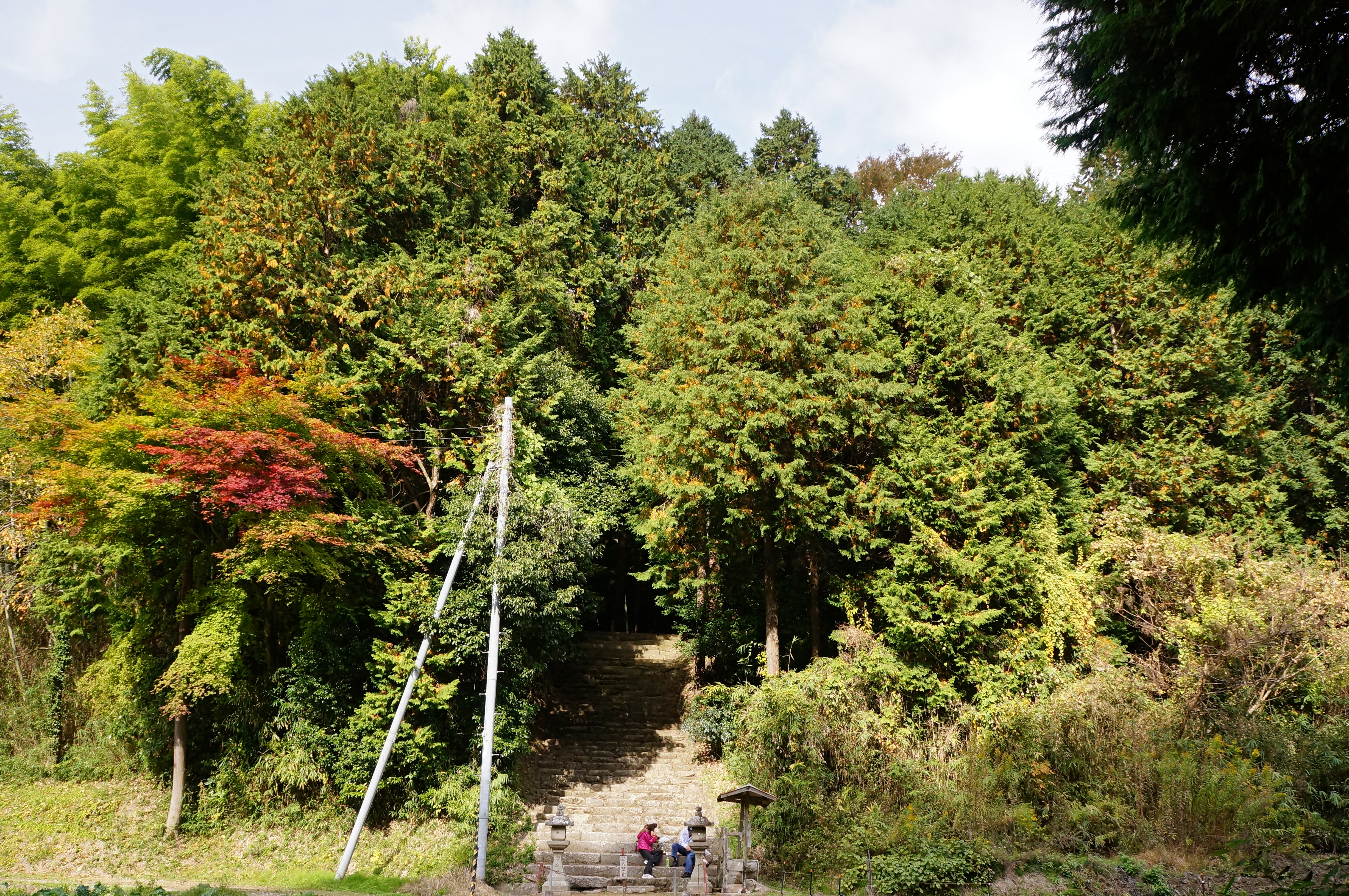
東小田原随願寺跡の石段

- 笑い仏(岩船阿弥陀三尊磨崖仏) - 永仁7年（1299年）、伊行末の子孫、伊末行の銘。京都府指定有形文化財。
- ねむり仏(埋もれ地蔵) - 地蔵菩薩。南北朝時代の作。
- 一願不動（岩船寺奥ノ院不動明王立像） - 弘安10年（1287年）の銘。高さ1.2m
- みろくの辻弥勒磨崖仏 - 文永11年（1274年）の銘、伊末行の作。 元弘の乱で焼失した笠置寺本尊の弥勒磨崖仏を写したもの。
- 三体地蔵磨崖仏 - 鎌倉末期の作。
- 行者の背（岩船役行者石像） - 江戸時代の作。
- 岩船地蔵石龕仏 - 南北朝時代の作。
- 岩船観音寺跡六字名号板碑 - 永禄7年（1564年）の銘。。斉講による造立。
- 岩船観音寺跡笠塔婆 - 室町時代の作。
- 六体地蔵(岩船墓地六地蔵石龕仏) - 南北朝時代の作。
- 大畑大福寺地蔵石仏 - 永享13年（1441年）の銘。
- 大畑墓地石仏群 - 永禄2年(1559年）の銘。
- 赤地蔵(勝風墓地地蔵石仏) - 永禄8年（1565年）の銘。
- 迎え地蔵(勝風墓地地蔵石仏) - 元亀年2（1571年）の銘。
- 青地蔵・北向き地蔵(勝風地蔵石仏) - 室町時代の作。
- 高去集会所六字名号板碑 - 室町時代の作。
- 森八幡線刻不動明王・毘沙門天 - 正中3年（1326年）の銘。前者には「松童之本地」、後者には「武内之本地」の銘があり、神仏習合における本地仏であることがわかる。
- ズンド坊の杖（ズンド坊笠塔婆） - 鎌倉後期の作。
- 返り不動（瀬谷不動明王石龕） - 室町時代の作。
- 大蔵墓地種子十三仏板碑（墓地入口） - 永禄6年（1563年）の銘。不動明王、釈迦如来、文殊菩薩、普賢菩薩、地蔵菩薩、弥勒菩薩、薬師如来、観世音菩薩、勢至菩薩、阿弥陀如来、阿しゅく如来、大日如来、虚空蔵菩薩。
- 大蔵墓地
  - 六地蔵石仏（墓地入口） - 宝永7年（1710年）の銘。
  - 五輪塔 - 鎌倉後期の作。
  - 石仏
  - 大蔵阿弥陀板碑（墓地入口）
- 涼み岩
- 宝珠寺地蔵石仏- 明応8年（1499年）の銘。
- 宝珠寺五輪塔- 鎌倉末期
- 辻地蔵不動明王磨崖仏- 南北朝・室町時代の作。
- 金蔵院六字名号板碑- 大永6年（1526年）の銘。
- 千日墓地
  - 十三重石塔- 永仁6年（1298年）の銘。国の重要文化財。基段部に東・薬師如来、西・阿弥陀如来、南・弥勒菩薩、北・釈迦如来が彫られている。
  - 阿弥陀石仏(西側六地蔵)- 天正八庚辰（1580年）十月十五日」の銘
  - 双仏石- 南北朝時代の作。当尾地区最大の双仏石。
  - 阿弥陀三尊石仏- 室町時代の作。
  - 種子十三仏板碑
  - 受け取り地蔵
  - 五輪塔
  - 石の鳥居

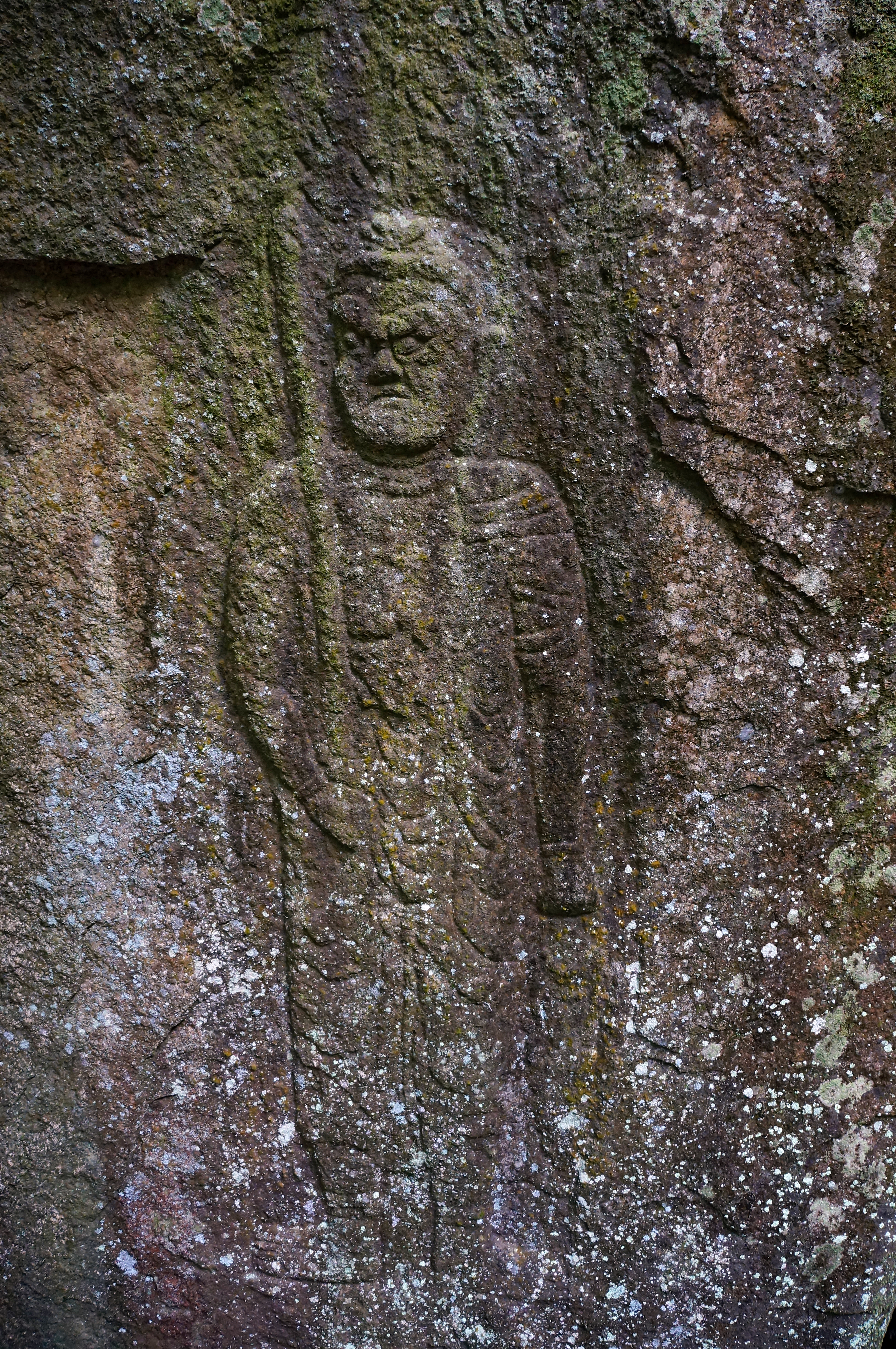
一願不動
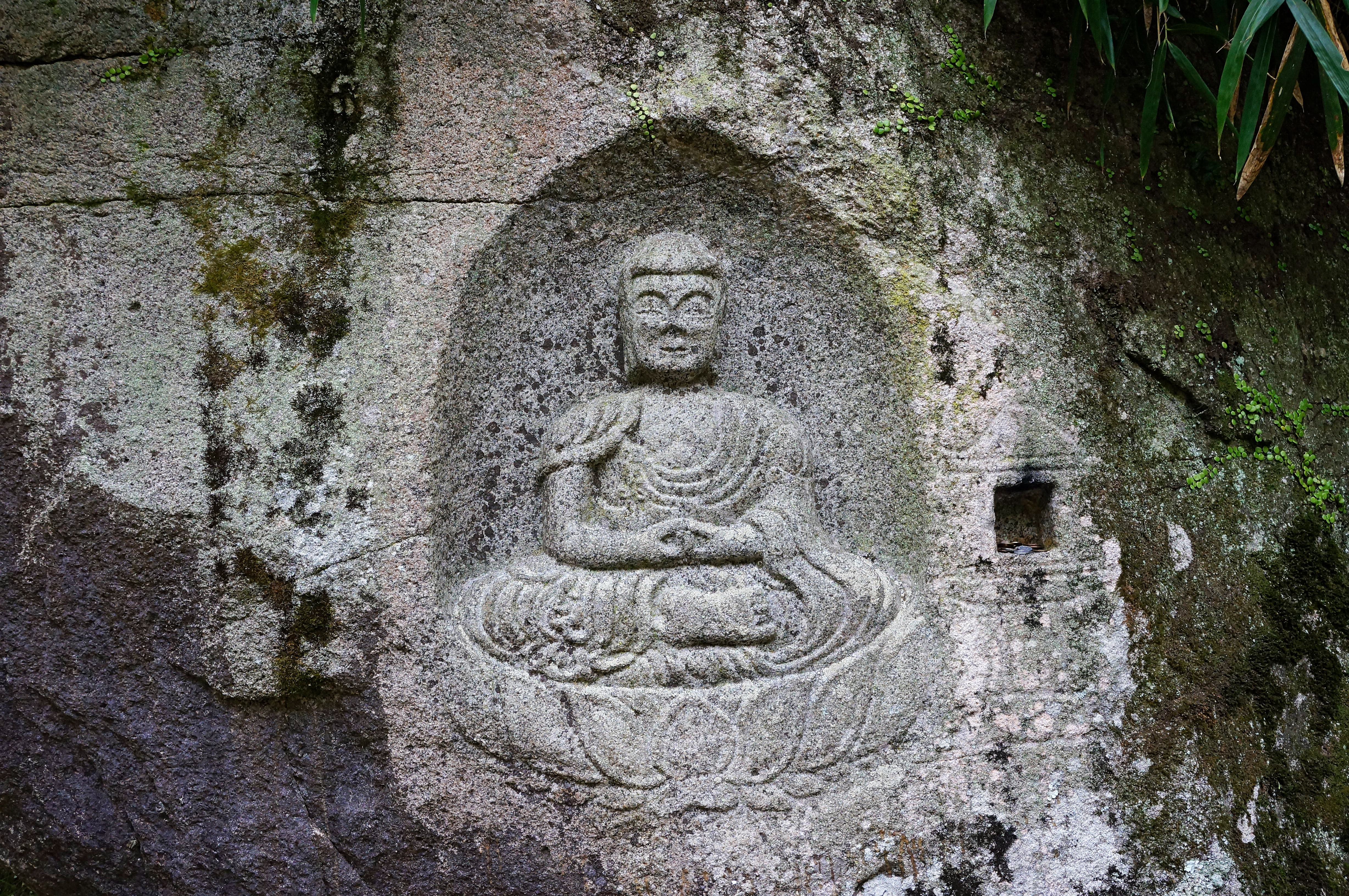
からすの壺二尊のうち阿弥陀如来像
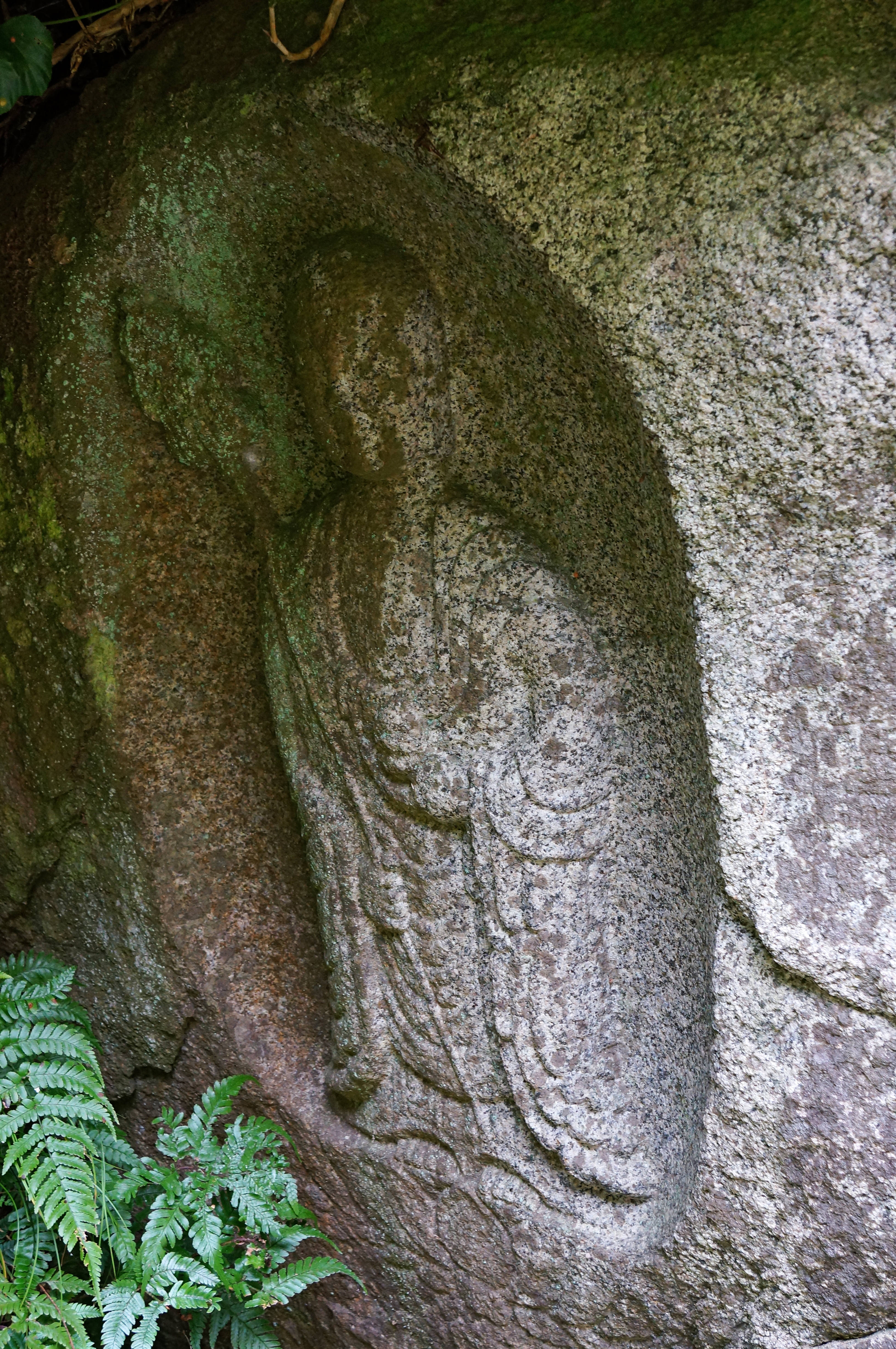
からすの壺二尊のうち地蔵菩薩像
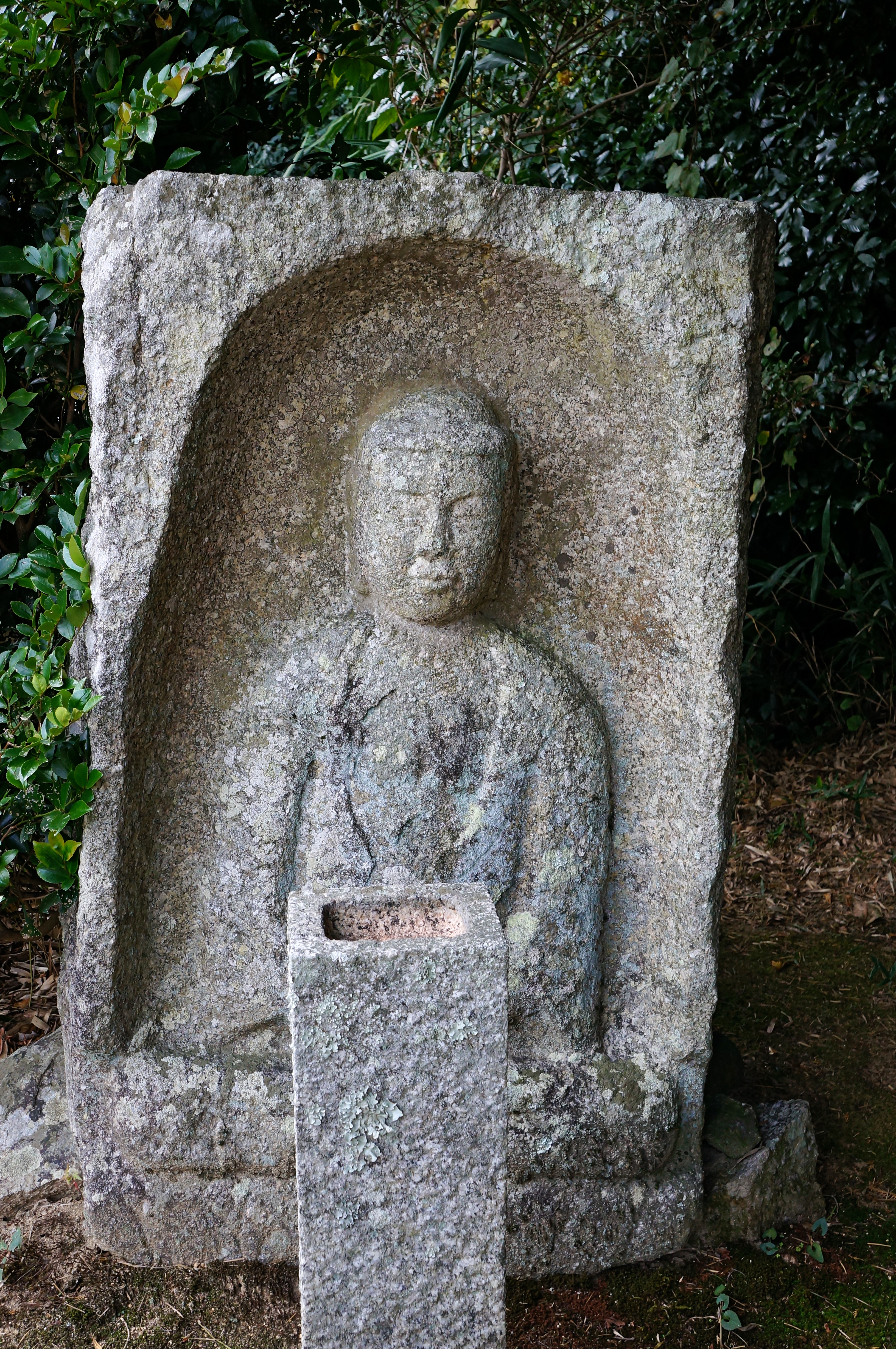
首切り地蔵（阿弥陀石龕仏）
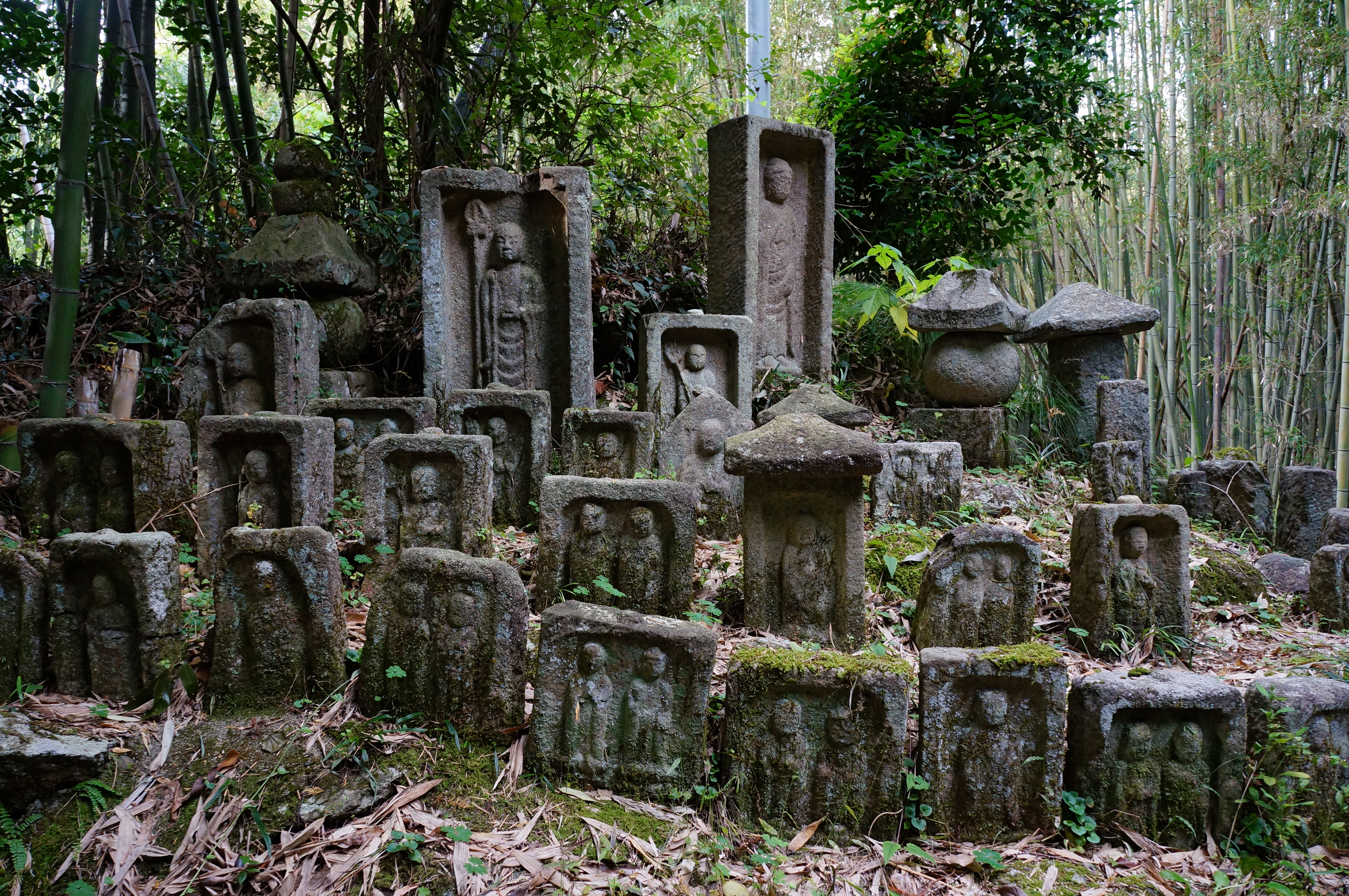
大門石仏群
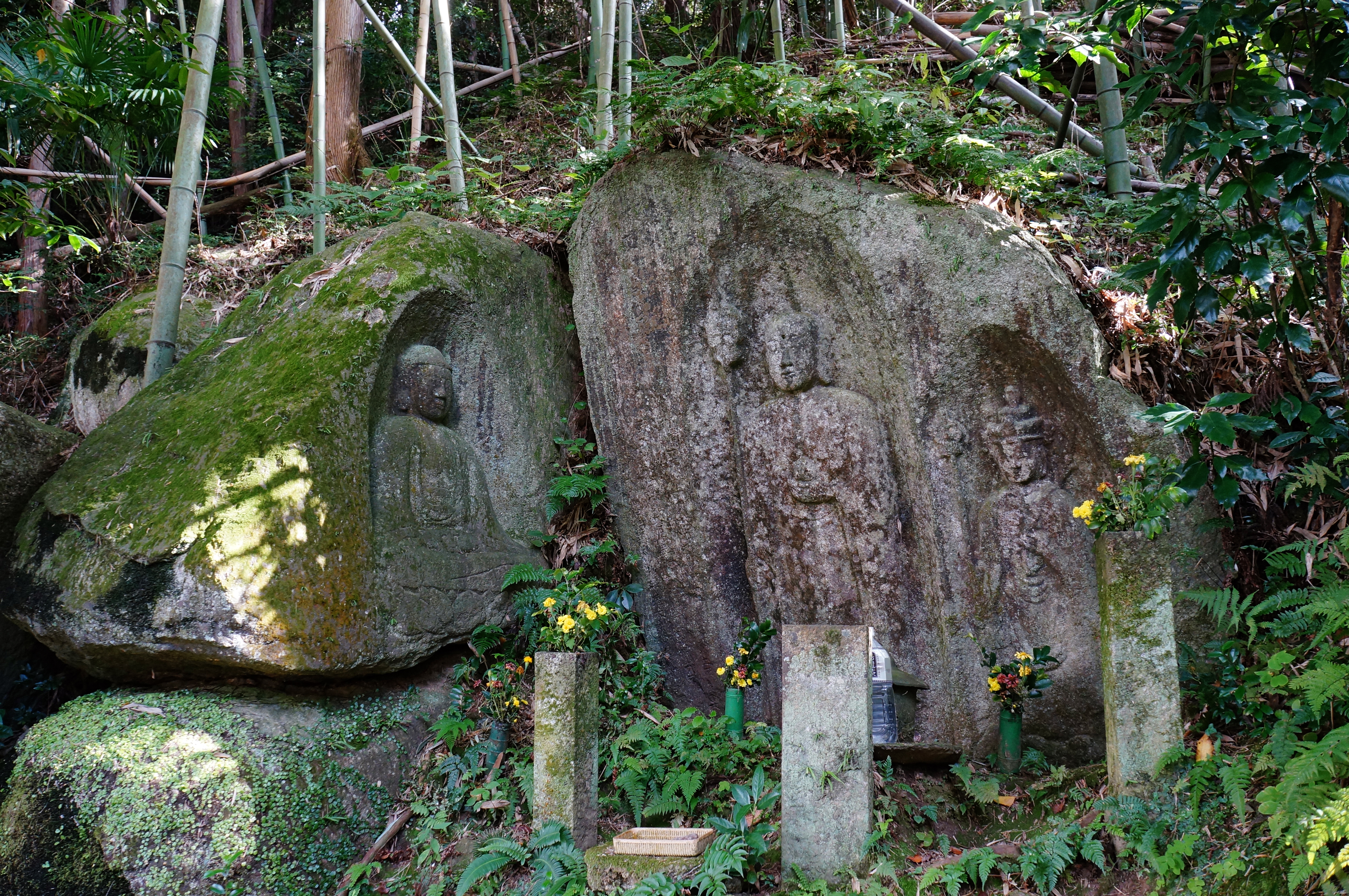
やぶの中三尊（右から十一面観音、地蔵菩薩、阿弥陀如来）
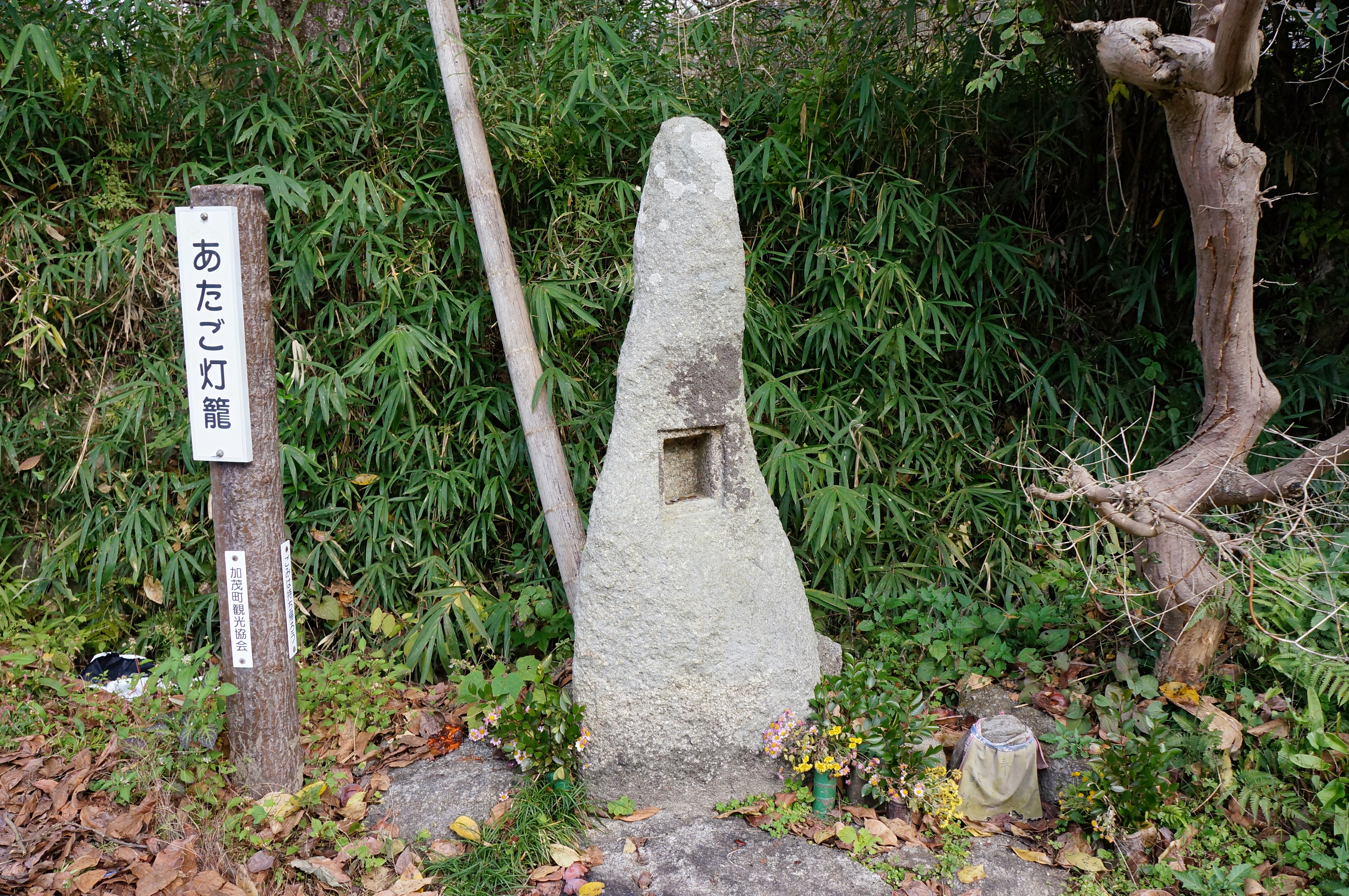
あたご灯篭

### 浄瑠璃寺境内
- 門前角塔婆（丁石） - 文和4年（1355年）の銘。
- 石鉢 - 永仁4年(1296年)の銘。
- 石燈籠（本堂前） - 南北朝時代の作。国の重要文化財。六角型大和系燈籠。
- 石燈籠（塔前） - 貞治5年（1366年）の銘。。国の重要文化財。
- 六字名号板碑 - 寛永2年（1625年）の銘。
- 石仏群 - 鎌倉時代以降の作。

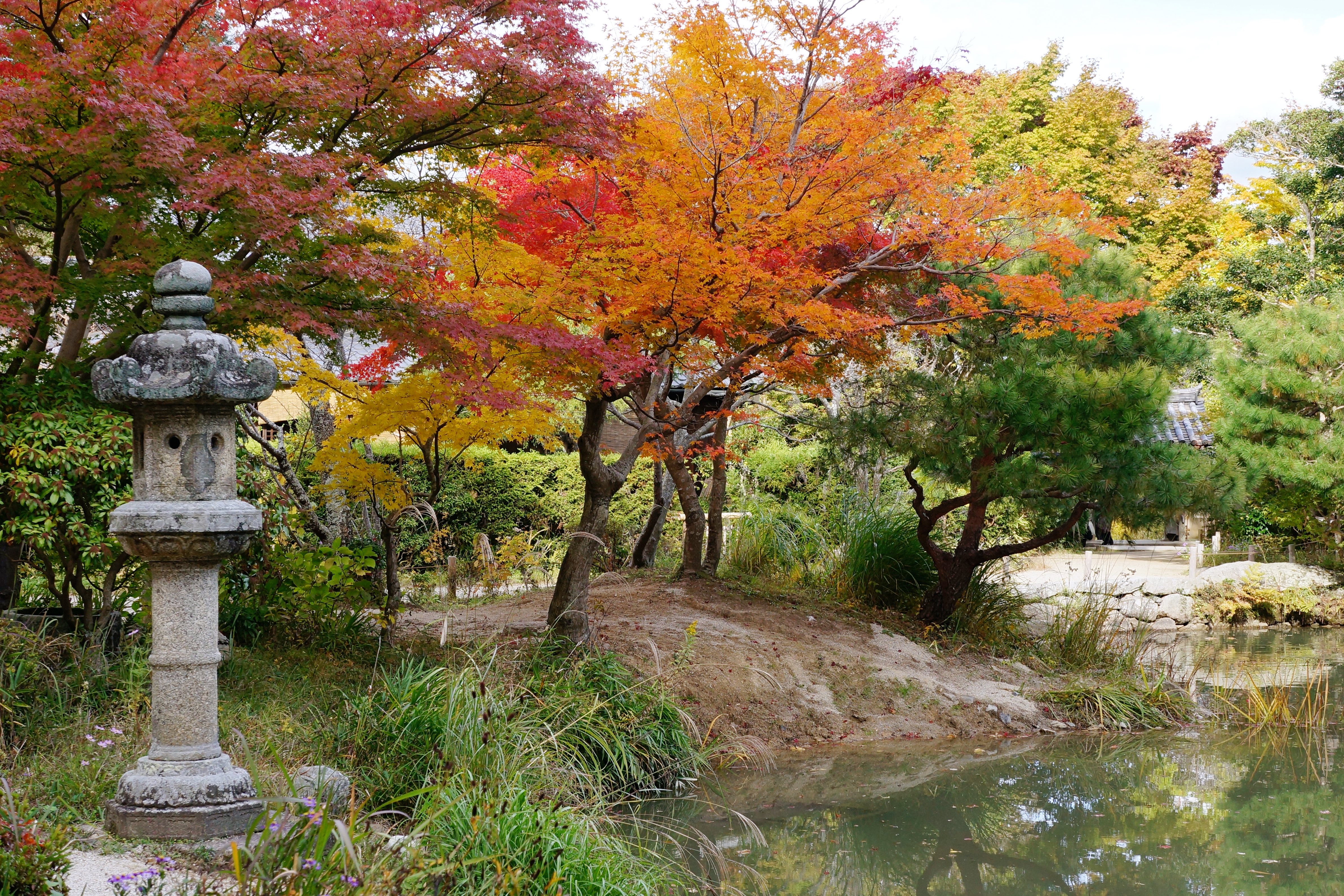
石燈籠（本堂前、重要文化財）
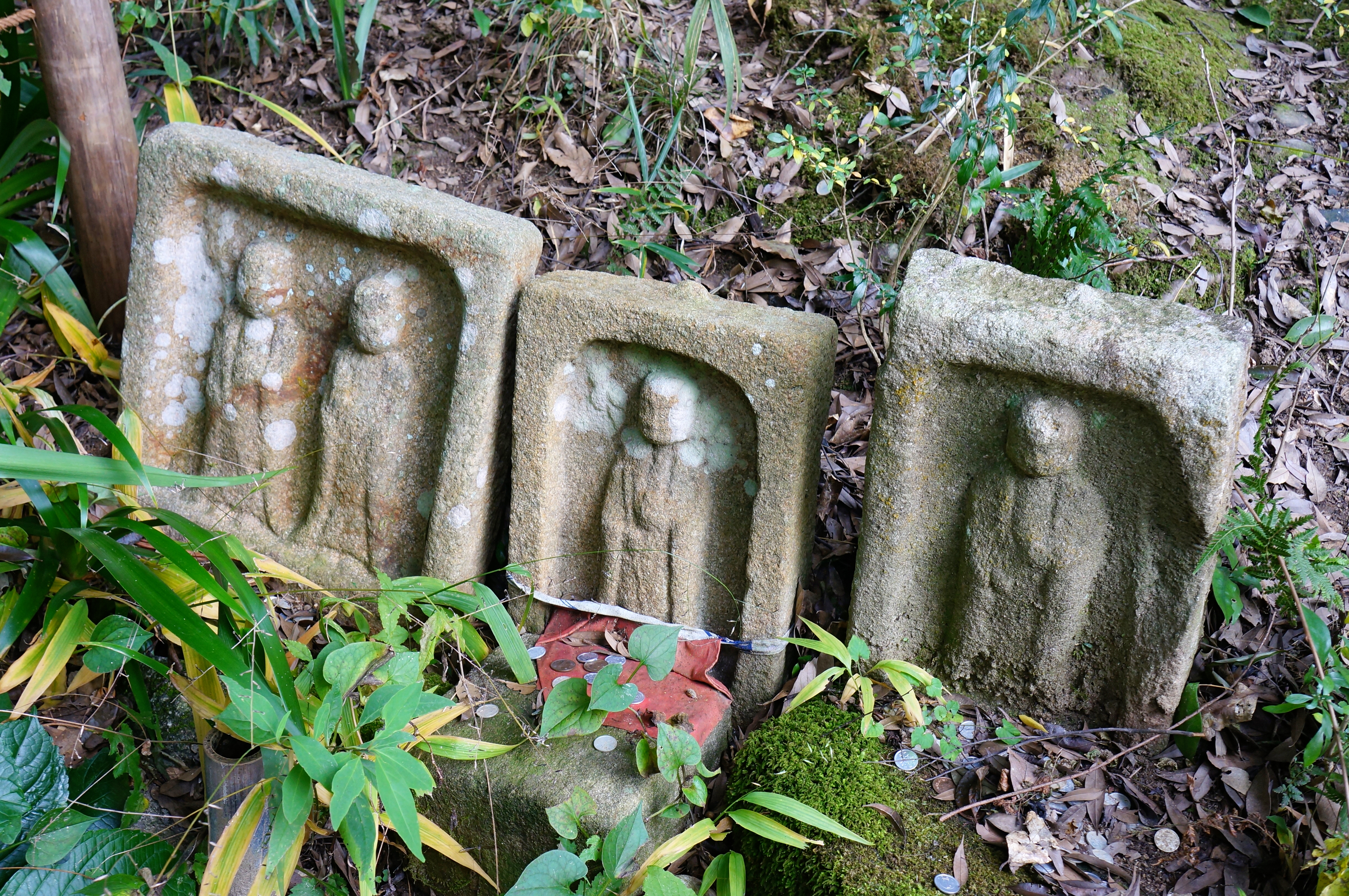
石仏群

### 岩船寺境内
- 門前石風呂 - 鎌倉時代の作。
- 門前地蔵石龕仏 - 南北朝時代の作。
- 五輪塔 - 鎌倉後期。国の重要文化財。当尾地区最大の五輪塔。
- 地蔵石仏(厄除け地蔵) - 鎌倉後期の作。
- 石室不動明王立像 - 応長2年（1312年）の銘。国の重要文化財。
- 十三重石塔 - 鎌倉中期の作。国の重要文化財。
- 一石五輪塔 - 室町時代の作。
- 五輪塔（三重塔脇） - 鎌倉時代の作。

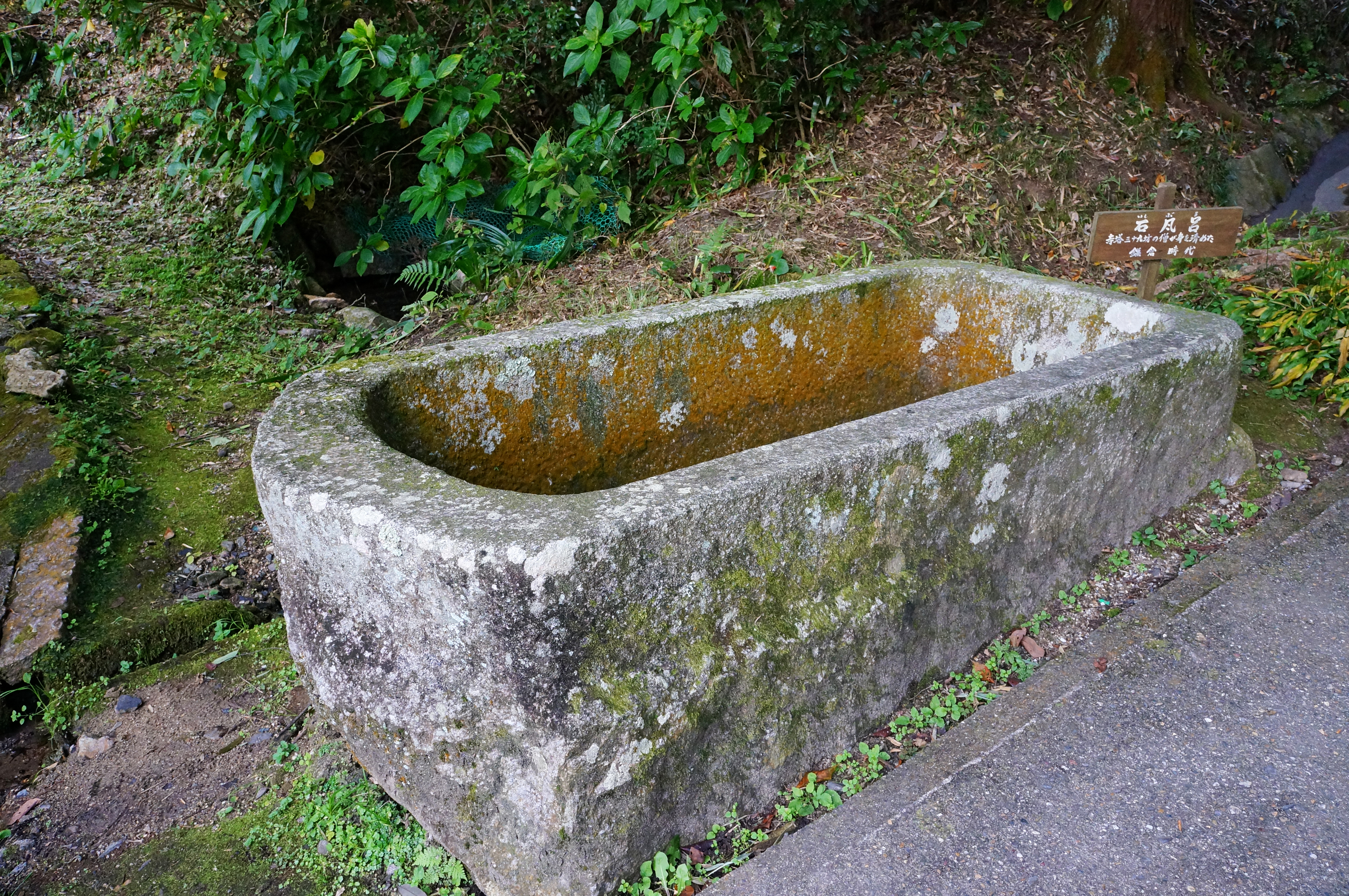
門前石風呂
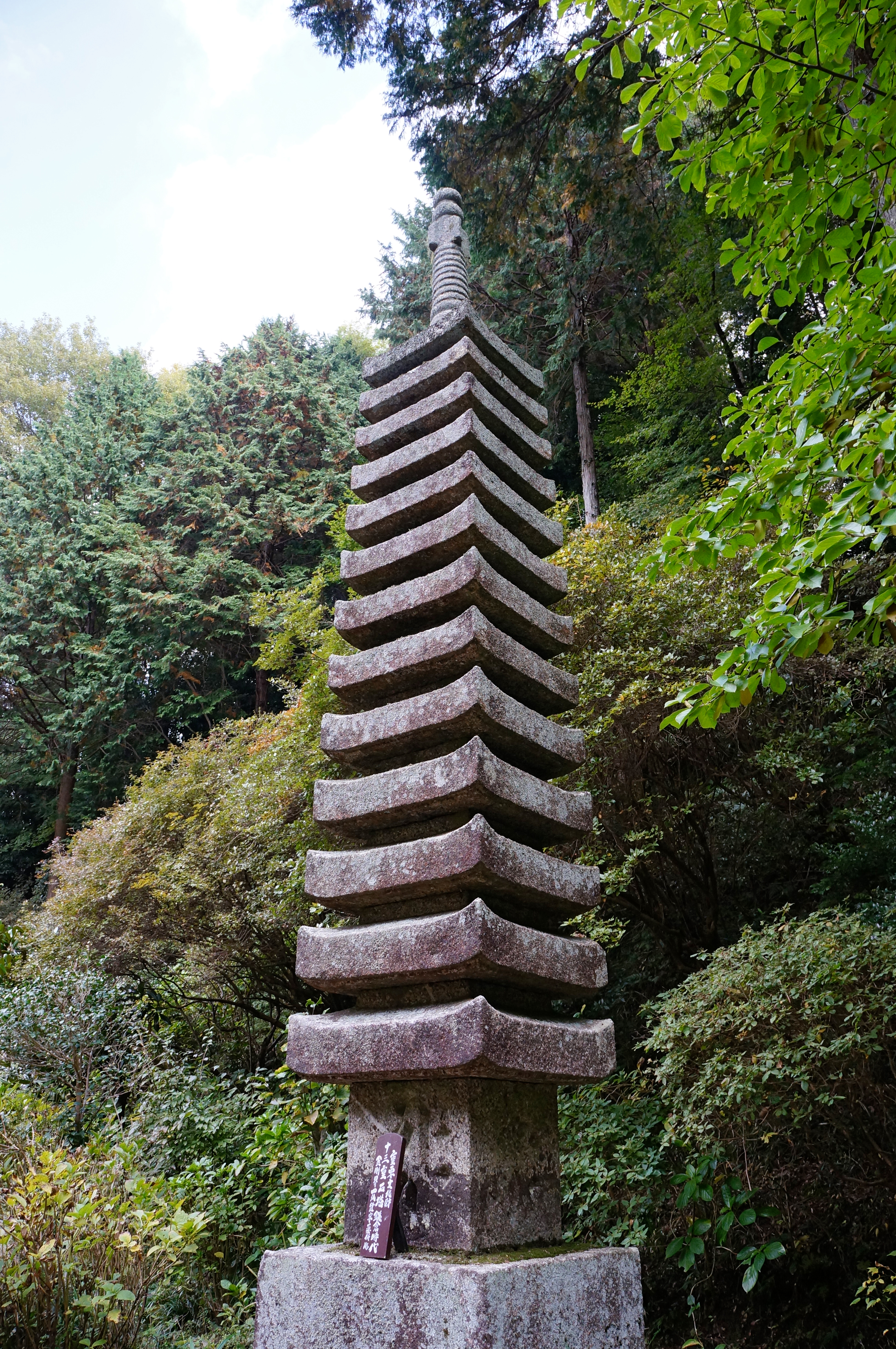
十三重石塔（重要文化財）

## 関係法令
- 京都府文化財保護条例（昭和56年京都府条例第27号）第53条[4]
  - 当尾磨崖仏文化財環境保全地区 相楽郡加茂町大字岩船／大字西小 昭和60年（1985年）5月15日決定[5]

## 交通アクセス
- JR大和路線 加茂駅から奈良交通バス奈良駅行き15分　浄瑠璃寺下車　徒歩3分

- JR奈良駅または近鉄奈良駅 から奈良交通バス加茂駅行きで約30分 浄瑠璃寺下車　徒歩3分

浄瑠璃寺 - 岩船寺間を歩いて石仏を見学する場合は、岩船寺を先に訪問してから浄瑠璃寺へ向かうと、道が下りになる。
- JR加茂駅から木津川市コミュニティバス（加茂山の家行き）で約15分 岩船寺下車すぐ（本数少ない）
- JR奈良駅からは、奈良交通バス（下狭川・広岡行き）で約25分、岩船寺口下車のルートもあるが、バス停から岩船寺まではかなりの距離があり、石仏群からも離れている。

- 石仏群のうち、奥ノ院瑠璃不動、赤門跡水呑み地蔵、一鍬地蔵、内ノ倉不動などは山中にあり、車での訪問は不可能である。